# MPX Format de fichier d'échange de Microsoft Project
Cet article court présente un sujet plus développé dans : Microsoft Project.
MPX Format de fichier d'échange de Microsoft Project (MPX Microsoft Project File Exchange Format) est un format de données développé par Microsoft pour le partage de données de projet avec d'autres logiciels de gestion de projets.  
Il a été adopté par d'autres applications de gestion de projet, tel que Primavera Project Planner et Sciforma.  Microsoft a arrêté la possibilité de sauvegarder dans le format MPX avec Microsoft Project 2000, mais la possibilité de lire le format MPX est supportée jusqu'à Microsoft Project 2010,.